# Cirolana rachanoi
Cirolana rachanoi är en kräftdjursart som beskrevs av Bruce och Olesen 2002. Cirolana rachanoi ingår i släktet Cirolana och familjen Cirolanidae. Inga underarter finns listade i Catalogue of Life.